# Zapornia nigra
La schiribilla di Tahiti (Zapornia nigra (J. F. Miller, 1784)) era un uccello della famiglia dei Rallidi originario dell'isola omonima.

## Tassonomia

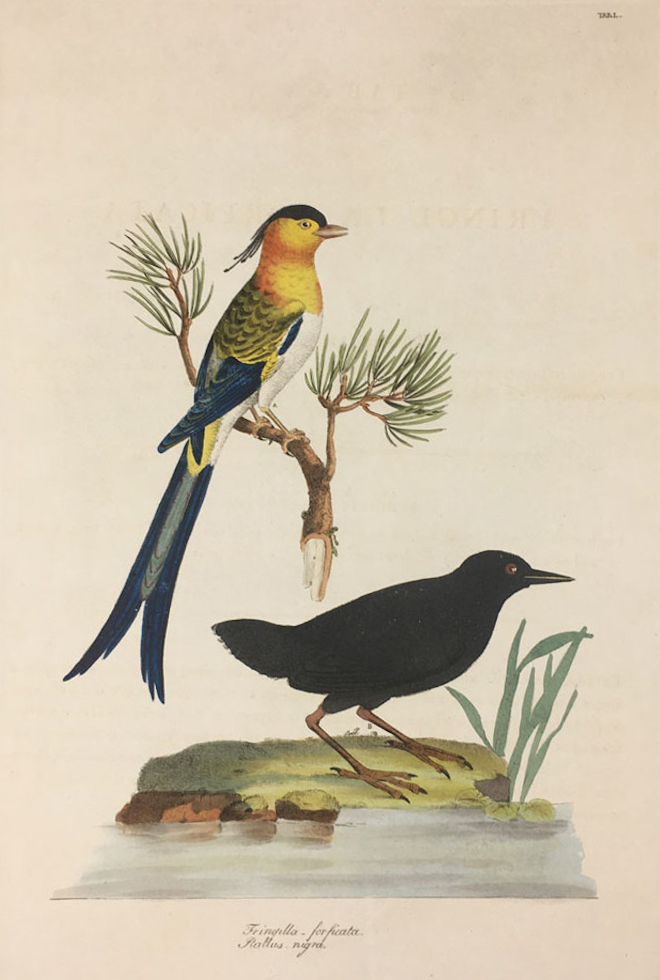
Il disegno di John Frederick Miller.

L'identità di questo uccello è basata unicamente su alcune illustrazioni e descrizioni, tra i quali il disegno di un esemplare eseguito a Tahiti da Georg Forster nel corso del secondo viaggio di Cook e un disegno di J. F. Miller, tratto dalla sua Icon. Animalium del 1784, raffigurante un uccello da esso chiamato Rallus nigra. Per lungo tempo gli studiosi hanno ipotizzato che entrambe le illustrazioni raffigurassero un esemplare di schiribilla fuligginosa, una specie ampiamente diffusa, ma nel 1988 M. Walters, dopo aver analizzato correttamente tutte le informazioni esistenti, concluse che nessuno dei due disegni rappresenta una schiribilla fuligginosa, poiché, diversamente dai due esemplari raffigurati, essa ha le regioni superiori di colore marrone-rossastro scuro. La questione è resa ancora più confusa dal fatto che J. R. Forster descrisse un'altra specie di Rallide, anch'essa catturata nel corso del secondo viaggio di Cook, che si discosta sotto certi aspetti dall'uccello raffigurato sul disegno di Georg Forster; molto probabilmente si trattava di una schiribilla fuligginosa, dal momento che essa viene descritta con le regioni superiori di colore «fusco-ruggine scuro»; Walters ipotizzò inoltre che sia la schiribilla fuligginosa che la specie descritta come Rallus nigra (classificata oggi, più correttamente, nel genere Zapornia) vennero catturate a Tahiti dai Forster, che non riuscirono a distinguerle come due specie separate. Ulteriore confusione è nata, almeno apparentemente, dal fatto che gli autori successivi non riuscirono a interpretare queste differenze correttamente.

## Descrizione
L'uccello raffigurato da Georg Forster è di colore grigio-carbone su testa e regioni inferiori, e nero su dorso, ali e coda; ha l'occhio rosso, circondato da un'area di pelle nera bordata di arancio, becco spesso e nero, e zampe e piedi rossi. La tavola di Miller mostra un Rallide di colore nero-carbone sul quale si potrebbe ipotizzare la presenza di zone scure e meno scure; esso ha il becco nero, con una linea verde-giallastra chiara che separa i rami delle mandibole, e l'iride e le zampe di un rosso più brunastro e scialbo di quelli dell'esemplare raffigurato da Forster.

## Estinzione
Il secondo viaggio di Cook attorno al mondo avvenne tra il 1772 e il 1775, ma non è noto per quanto tempo la schiribilla di Tahiti sia riuscita a sopravvivere dopo l'arrivo di Cook.